# Atta opaciceps
Atta opaciceps es una especie de hormiga del género Atta, subfamilia Myrmicinae. Fue descrita por Borgmeier en 1939.